# آيت بوبيدمان
آيت بوبيدمان هي جماعة قروية مغربية وسط البلاد.تقع آيت بوبيدمان جنوبي مكناس. تنتمي آيت بوبيدمان لإقليم الحاجب بمجموع 16.359 نسمة (حسب الإحصاء الرسمي 2004)، وقد انتقل عدد سكان الجماعة إلى 501 19 نسمة (حسب إحصاء  سنة 2014). وبالنظر لموقعها الجغرافي تتميز الجماعة بطابعها الفلاحي بالأساس، الذي جعل منها مركزا للربط بين المنتجين الفلاحيين والعارضين وبين أصحاب الطلب القادمين من جميع مدن المغرب.